# Knemodynerus chiengmaiensis
Knemodynerus chiengmaiensis  (лат.) — вид одиночных ос (Eumeninae).

## Распространение
Восточная Азия: Таиланд.

## Описание
Длина осы 6 мм. Окраска чёрная с желтыми пятнами и перевязями. По некоторым признакам напоминает одиночных ос вида Knemodynerus malickyi Gus., 1995. Взрослые самки охотятся на гусениц для откладывания в них яиц и в которых в будущим появится личинка осы.